# Campeonato Mundial de Fórmula 1 de 2012
O Campeonato Mundial de Fórmula 1 de 2012 foi a 63ª temporada da Fórmula 1, que é reconhecido pela Federação Internacional de Automobilismo (FIA), o órgão regulador do automobilismo internacional, como a mais alta categoria de competição para carros de corrida monopostos. Como na temporada anterior, o calendário foi expandido, aumentando para 20 o número total de corridas, com os retornos do Grande Prêmio dos Estados Unidos, desta vez em Austin (Texas, Estados Unidos), além do Grande Prêmio do Barém tornando-se assim, o calendário mais longo da história da Fórmula 1 até então. Sebastian Vettel ganhou o campeonato de pilotos da temporada e se tornou o tricampeão mais jovem da história. Dos 24 pilotos que correram nesta temporada, apenas o finlandês Kimi Räikkönen, que retornava à categoria após um hiato de dois anos, completou todas as 20 etapas da Fórmula 1. Os outros 23 pilotos que correram regularmente na categoria em 2012 tiveram pelo menos uma prova abandonada.

## Equipes e pilotos
| Campeão          | Vice-Campeão    | 3º Lugar       |
| ---------------- | --------------- | -------------- |
|                  |                 |                |
| Sebastian Vettel | Fernando Alonso | Kimi Räikkönen |
| Red Bull-Renault | Ferrari         | Lotus-Renault  |

Depois da disputa entre a Associação das Equipes da Fórmula 1 (FOTA) e a FIA na primeira metade da temporada de 2009, um novo Pacto de Concórdia foi assinado em 1 de agosto de 2009 pelo então presidente da FIA, Max Mosley, e todas as equipes existentes no momento. O novo acordo permite uma continuação dos termos do pacto de 1998, e é válido até 31 de dezembro de 2012.
| Equipe                        | Construtor           | Chassis | Motor    | Pneu | N° | Pilotos            | Siglas | Corridas disputadas | Pilotos de reserva e/ou teste                             |
| ----------------------------- | -------------------- | ------- | -------- | ---- | -- | ------------------ | ------ | ------------------- | --------------------------------------------------------- |
| Red Bull Racing               | Red Bull-Renault     | RB8     | Renault  | P    | 1  | Sebastian Vettel   | VET    | 1-20                | Sebastien Buemi                                           |
| Red Bull Racing               | Red Bull-Renault     | RB8     | Renault  | P    | 2  | Mark Webber        | WEB    | 1-20                | Sebastien Buemi                                           |
| Vodafone McLaren Mercedes     | McLaren-Mercedes     | MP4-27  | Mercedes | P    | 3  | Jenson Button      | BUT    | 1-20                | Gary Paffett Oliver Turvey                                |
| Vodafone McLaren Mercedes     | McLaren-Mercedes     | MP4-27  | Mercedes | P    | 4  | Lewis Hamilton     | HAM    | 1-20                | Gary Paffett Oliver Turvey                                |
| Scuderia Ferrari              | Ferrari              | F2012   | Ferrari  | P    | 5  | Fernando Alonso    | ALO    | 1-20                | Jules Bianchi Giancarlo Fisichella Marc Gené Davide Rigon |
| Scuderia Ferrari              | Ferrari              | F2012   | Ferrari  | P    | 6  | Felipe Massa       | MAS    | 1-20                | Jules Bianchi Giancarlo Fisichella Marc Gené Davide Rigon |
| Mercedes AMG Petronas F1 Team | Mercedes             | F1 W03  | Mercedes | P    | 7  | Michael Schumacher | MSC    | 1-20                | Sam Bird                                                  |
| Mercedes AMG Petronas F1 Team | Mercedes             | F1 W03  | Mercedes | P    | 8  | Nico Rosberg       | ROS    | 1-20                | Sam Bird                                                  |
| Lotus F1 Team                 | Lotus-Renault        | E20     | Renault  | P    | 9  | Kimi Räikkönen     | RAI    | 1-20                | Jerome d'Ambrosio                                         |
| Lotus F1 Team                 | Lotus-Renault        | E20     | Renault  | P    | 10 | Romain Grosjean    | GRO    | 1-12, 14-20         | Jerome d'Ambrosio                                         |
| Lotus F1 Team                 | Lotus-Renault        | E20     | Renault  | P    | 10 | Jerome d'Ambrosio  | DAM    | 13                  | Jerome d'Ambrosio                                         |
| Sahara Force India F1 Team    | Force India-Mercedes | VJM05   | Mercedes | P    | 11 | Paul di Resta      | DIR    | 1-20                | Gary Paffett Conor Daly Jules Bianchi                     |
| Sahara Force India F1 Team    | Force India-Mercedes | VJM05   | Mercedes | P    | 12 | Nico Hülkenberg    | HUL    | 1-20                | Gary Paffett Conor Daly Jules Bianchi                     |
| Sauber F1 Team                | Sauber-Ferrari       | C31     | Ferrari  | P    | 14 | Kamui Kobayashi    | KOB    | 1-20                | Esteban Gutiérrez                                         |
| Sauber F1 Team                | Sauber-Ferrari       | C31     | Ferrari  | P    | 15 | Sergio Perez       | PER    | 1-20                | Esteban Gutiérrez                                         |
| Scuderia Toro Rosso           | Toro Rosso-Ferrari   | STR7    | Ferrari  | P    | 16 | Daniel Ricciardo   | RIC    | 1-20                | Sebastien Buemi                                           |
| Scuderia Toro Rosso           | Toro Rosso-Ferrari   | STR7    | Ferrari  | P    | 17 | Jean-Éric Vergne   | VER    | 1-20                | Sebastien Buemi                                           |
| Williams F1 Team              | Williams-Renault     | FW34    | Renault  | P    | 18 | Pastor Maldonado   | MAL    | 1-20                | Valtteri Bottas Susie Wolff                               |
| Williams F1 Team              | Williams-Renault     | FW34    | Renault  | P    | 19 | Bruno Senna        | SEN    | 1-20                | Valtteri Bottas Susie Wolff                               |
| Caterham F1 Team              | Caterham-Renault     | CT-01   | Renault  | P    | 20 | Heikki Kovalainen  | KOV    | 1-20                | Giedo van der Garde Alexander Rossi Rodolfo González      |
| Caterham F1 Team              | Caterham-Renault     | CT-01   | Renault  | P    | 21 | Vitaly Petrov      | PET    | 1-8, 10-20          | Giedo van der Garde Alexander Rossi Rodolfo González      |
| HRT F1 Team                   | HRT-Cosworth         | F112    | Cosworth | P    | 22 | Pedro de la Rosa   | DLR    | 1-20                | Dani Clos Ma Qinghua                                      |
| HRT F1 Team                   | HRT-Cosworth         | F112    | Cosworth | P    | 23 | Narain Karthikeyan | KAR    | 1-20                | Dani Clos Ma Qinghua                                      |
| Marussia F1 Team              | Marussia-Cosworth    | MR01    | Cosworth | P    | 24 | Timo Glock         | GLO    | 1-7, 9-20           | María de Villota Max Chilton                              |
| Marussia F1 Team              | Marussia-Cosworth    | MR01    | Cosworth | P    | 25 | Charles Pic        | PIC    | 1-20                | María de Villota Max Chilton                              |

### Mudanças nos times
- Em junho de 2011, a Williams anunciou a utilização de motores Renault para as temporadas 2012 e 2013, com opção também para 2014, com o novo regulamento.[36] A Renault já havia fornecido motores para a Williams de 1989 à 1997, quando a equipe venceu cinco mundiais de pilotos e seis de construtores.
- A partir de 2012 a equipe Lotus passa a se chamar Caterham, enquanto que a Renault passa a se chamar Lotus. Também foi aceito a mudança de nome da equipe Marussia Virgin, que passa a ser Marussia.[24]
- No dia 29 de novembro de 2011, a equipe Lotus Renault anunciou a volta do campeão da temporada de 2007, o finlandês Kimi Räikkönen.[14]
- No dia 14 de dezembro de 2011, a STR surpreendeu, e anunciou o novato Jean-Éric Vergne e o ex-piloto da Hispania Racing Team, o Daniel Ricciardo.[20]
- No dia 17 de janeiro de 2012 a equipe Williams confirmou Bruno Senna para a temporada.
- No dia 17 de fevereiro de 2012, Vitaly Petrov foi contratado pela equipe Caterham para assumir o lugar do italiano Jarno Trulli.[28]

## Testes de pré-temporada
As sessões de teste foram confirmadas para Jerez (07-10 de fevereiro) e Catalunha (21-24 de fevereiro) e (1-4 de março).
(Em negrito, a volta mais rapida de cada sessão)
| Sessão | Data            | Local                         | Circuito  | Piloto mais rápido | Equipe           | Melhor tempo | Voltas |
| ------ | --------------- | ----------------------------- | --------- | ------------------ | ---------------- | ------------ | ------ |
| 1      | 7 de fevereiro  | Jerez de la Frontera, Espanha | Jerez     | Kimi Räikkönen     | Lotus F1 Team    | 1:19.670     | 75     |
| 1      | 8 de fevereiro  | Jerez de la Frontera, Espanha | Jerez     | Michael Schumacher | Mercedes AMG     | 1:18.561     | 132    |
| 1      | 9 de fevereiro  | Jerez de la Frontera, Espanha | Jerez     | Nico Rosberg       | Mercedes AMG     | 1:17.613     | 118    |
| 1      | 10 de fevereiro | Jerez de la Frontera, Espanha | Jerez     | Fernando Alonso    | Scuderia Ferrari | 1:18.877     | 39     |
|        |                 |                               |           |                    |                  |              |        |
| 2      | 21 de fevereiro | Montmeló, Espanha             | Catalunya | Sebastian Vettel   | Red Bull Racing  | 1:23.265     | 79     |
| 2      | 22 de fevereiro | Montmeló, Espanha             | Catalunya | Nico Hulkenberg    | Force India      | 1:22.608     | 112    |
| 2      | 23 de fevereiro | Montmeló, Espanha             | Catalunya | Pastor Maldonado   | Williams         | 1:22.391     | 106    |
| 2      | 24 de fevereiro | Montmeló, Espanha             | Catalunya | Kamui Kobayashi    | Sauber           | 1:22.312     | 144    |
|        |                 |                               |           |                    |                  |              |        |
| 3      | 1 de março      | Montmeló, Espanha             | Catalunya | Romain Grosjean    | Lotus F1 Team    | 1:23.252     | 73     |
| 3      | 2 de março      | Montmeló, Espanha             | Catalunya | Romain Grosjean    | Lotus F1 Team    | 1:22.614     | 124    |
| 3      | 3 de março      | Montmeló, Espanha             | Catalunya | Sergio Perez       | Sauber           | 1:22.094     | 113    |
| 3      | 4 de março      | Montmeló, Espanha             | Catalunya | Kimi Räikkönen     | Lotus F1 Team    | 1:22.030     | 121    |

O alemão Michael Schumacher marcou o melhor tempo durante o segundo dia de testes correndo com o modelo W02, da temporada anterior.

## Calendário
| GP | Nome da corrida                  | Grande Prêmio         | Circuito                                       | Data           | Hora  | Hora  | Hora             | Nº de voltas |
| GP | Nome da corrida                  | Grande Prêmio         | Circuito                                       | Data           | Local | GMT   | Brasília (UTC-3) | Nº de voltas |
| -- | -------------------------------- | --------------------- | ---------------------------------------------- | -------------- | ----- | ----- | ---------------- | ------------ |
| 1  | Grande Prêmio da Austrália       | GP da Austrália       | Circuito de Albert Park, Melbourne             | 18 de março    | 16:00 | 06:00 | 03:00            | 58           |
| 2  | Grande Prêmio da Malásia         | GP da Malásia         | Circuito Internacional de Sepang, Kuala Lumpur | 25 de março    | 16:00 | 08:00 | 05:00            | 56           |
| 3  | Grande Prêmio da China           | GP da China           | Circuito Internacional de Xangai, Xangai       | 15 de abril    | 17:00 | 07:00 | 04:00            | 56           |
| 4  | Grande Prêmio do Barém           | GP do Barém           | Circuito Internacional do Barém, Sakhir        | 22 de abril    | 15:00 | 12:00 | 09:00            | 57           |
| 5  | Grande Prêmio da Espanha         | GP da Espanha         | Circuito de Barcelona-Catalunha, Barcelona     | 13 de maio     | 14:00 | 12:00 | 09:00            | 66           |
| 6  | Grande Prêmio de Mônaco          | GP de Mônaco          | Circuito de Mônaco, Mônaco                     | 27 de maio     | 14:00 | 12:00 | 09:00            | 78           |
| 7  | Grande Prêmio do Canadá          | GP do Canadá          | Circuito Gilles Villeneuve, Montreal           | 10 de junho    | 14:00 | 17:00 | 15:00            | 70           |
| 8  | Grande Prêmio da Europa          | GP da Europa          | Circuito Urbano de Valência, Valência          | 24 de junho    | 14:00 | 12:00 | 09:00            | 57           |
| 9  | Grande Prêmio da Grã-Bretanha    | GP da Grã-Bretanha    | Circuito de Silverstone, Silverstone           | 8 de julho     | 13:00 | 12:00 | 09:00            | 52           |
| 10 | Grande Prêmio da Alemanha        | GP da Alemanha        | Hockenheimring, Hockenheim                     | 22 de julho    | 14:00 | 12:00 | 09:00            | 67           |
| 11 | Grande Prêmio da Hungria         | GP da Hungria         | Hungaroring, Budapeste                         | 29 de julho    | 14:00 | 12:00 | 09:00            | 70           |
| 12 | Grande Prêmio da Bélgica         | GP da Bélgica         | Circuito de Spa-Francorchamps, Spa             | 2 de setembro  | 14:00 | 12:00 | 09:00            | 44           |
| 13 | Grande Prêmio da Itália          | GP da Itália          | Autódromo Nacional de Monza, Monza             | 9 de setembro  | 14:00 | 12:00 | 09:00            | 53           |
| 14 | Grande Prêmio de Singapura       | GP de Singapura       | Circuito Urbano de Marina Bay, Singapura       | 23 de setembro | 20:00 | 12:00 | 09:00            | 61           |
| 15 | Grande Prêmio do Japão           | GP do Japão           | Circuito de Suzuka, Suzuka                     | 7 de outubro   | 15:00 | 06:00 | 03:00            | 53           |
| 16 | Grande Prêmio da Coreia do Sul   | GP da Coreia do Sul   | Circuito Internacional da Coreia, Yeongam      | 14 de outubro  | 15:00 | 06:00 | 04:00            | 55           |
| 17 | Grande Prêmio da Índia           | GP da Índia           | Circuito Internacional de Buddh, Nova Deli     | 28 de outubro  | 15:00 | 09:30 | 07:30            | 60           |
| 18 | Grande Prêmio de Abu Dhabi       | GP de Abu Dhabi       | Circuito de Yas Marina, Abu Dhabi              | 4 de novembro  | 17:00 | 13:00 | 11:00            | 55           |
| 19 | Grande Prêmio dos Estados Unidos | GP dos Estados Unidos | Circuito das Américas, Austin                  | 18 de novembro | 13:00 | 19:00 | 16:00            | 56           |
| 20 | Grande Prêmio do Brasil          | GP do Brasil          | Circuito de Interlagos, São Paulo              | 25 de novembro | 14:00 | 16:00 | 14:00            | 71           |

### Mudanças no calendário
- Depois que o Grande Prêmio do Barém de 2011 foi cancelado, a corrida foi reintegrada para a temporada de 2012 com uma data provisória em outubro. A versão final do calendário levou a corrida para abril.
- O Grande Prêmio da Alemanha retornou a Hockenheim depois que a edição de 2011 foi realizado em Nürburgring, em linha com a política do evento de alternância entre os locais.
- Em maio de 2010, foi anunciado que Austin iria sediar o retorno do Grande Prêmio dos Estados Unidos, o primeiro desde Indianapolis em 2007. Conhecido como o Circuito das Américas, o local será um novo e definitivo circuito permanente projetado pelo promotor do evento Tavo Hellmund e o Campeão Mundial de Motovelocidade de 1993, Kevin Schwantz, com a ajuda do arquiteto alemão e designer de circuitos Hermann Tilke. Em novembro de 2011, Bernie Ecclestone expressou uma dúvida "menor" sobre a corrida em andamento após ele descrever como "desentendimentos dentro da empresa de gestão" e deu aos proprietários de circuitos e organizadores da corrida um prazo de 7 de dezembro - coincidindo com a reunião do Conselho Mundial de Automobilismo da FIA e o lançamento do calendário final de 2012 - para resolver suas diferenças ou arriscar-se a perder o evento inteiramente. O calendário final incluiu a corrida, com Ecclestone confirmando que um novo arranjo foi feito, e que os organizadores do evento pagaram suas taxas de sanção do circuito para 2012. A corrida foi originalmente programada para ser realizada em junho, mas foi movido de volta para se tornar o penúltimo evento da temporada em resposta às preocupações sobre o calor do verão do Texas e seus efeitos sobre equipes, pilotos e espectadores, e o fracasso dos organizadores da corrida para cumprir um prazo-chave pelas taxas de sanção da mesma.
- O Grande Prêmio da Turquia foi retirado do calendário depois que a Formula One Management e os organizadores do evento não podiam concordar com um contrato renovado. Em agosto de 2011, os organizadores da corrida revelaram que estavam negociando com Bernie Ecclestone para retomar seu lugar no calendário. No entanto, a corrida foi removida do calendário no final desse mês.

## Pneus
Desde 2011 a Pirelli é a fornecedora de pneus da categoria.
| Nome do composto | Cor | Banda de rolamento | Condições de condução | Dry Type*                          | Aderência       | Longevidade   |
| ---------------- | --- | ------------------ | --------------------- | ---------------------------------- | --------------- | ------------- |
| Supermacio       |     | Slick              | Seco                  | Supersoft                          | Mais aderência  | Menos durável |
| Macio            |     | Slick              | Seco                  | Soft                               | Médio           | Médio         |
| Médio            |     | Slick              | Seco                  | Medium                             | Médio           | Médio         |
| Duro             |     | Slick              | Seco                  | Hard                               | Menos aderência | Mais durável  |
| Intermediário    |     | Sulcos             | Molhado               | Intermediate (água não estagnante) | x               | x             |
| Chuva            |     | Sulcos             | Molhado               | Wet (água estagnante)              | x               | x             |

## Resultados

### Sistema de Pontuação
Os pontos são concedidos até o 10º colocado.
| Posição | 1º | 2º | 3º | 4º | 5º | 6º | 7º | 8º | 9º | 10º |
| Pontos  | 25 | 18 | 15 | 12 | 10 | 8  | 6  | 4  | 2  | 1   |

### Pilotos
| Pos | Piloto             | Equipe (a)  | AUS | MAL | CHN | BAR | ESP | MON | CAN | EUR | GBR | GER | HUN | BEL | ITA | SIN | JPN | KOR | IND | ABD | USA | BRA | Pts |
| --- | ------------------ | ----------- | --- | --- | --- | --- | --- | --- | --- | --- | --- | --- | --- | --- | --- | --- | --- | --- | --- | --- | --- | --- | --- |
| 1   | Sebastian Vettel   | Red Bull    | 2   | 11  | 5   | 1   | 6   | 4   | 4   | Ret | 3   | 5   | 4   | 2   | Ret | 1   | 1   | 1   | 1   | 3   | 2   | 6   | 281 |
| 2   | Fernando Alonso    | Ferrari     | 5   | 1   | 9   | 7   | 2   | 3   | 5   | 1   | 2   | 1   | 5   | Ret | 3   | 3   | Ret | 3   | 2   | 2   | 3   | 2   | 278 |
| 3   | Kimi Räikkönen     | Lotus       | 7   | 5   | 14  | 2   | 3   | 9   | 8   | 2   | 5   | 3   | 2   | 3   | 5   | 6   | 6   | 5   | 7   | 1   | 6   | 10  | 207 |
| 4   | Lewis Hamilton     | McLaren     | 3   | 3   | 3   | 8   | 8   | 5   | 1   | Ret | 8   | Ret | 1   | Ret | 1   | Ret | 5   | 10  | 4   | Ret | 1   | Ret | 190 |
| 5   | Jenson Button      | McLaren     | 1   | 14  | 2   | 18† | 9   | 16† | 16  | 8   | 10  | 2   | 6   | 1   | Ret | 2   | 4   | Ret | 5   | 4   | 5   | 1   | 188 |
| 6   | Mark Webber        | Red Bull    | 4   | 4   | 4   | 4   | 11  | 1   | 7   | 4   | 1   | 8   | 8   | 6   | 20† | 11  | 9   | 2   | 3   | Ret | Ret | 4   | 179 |
| 7   | Felipe Massa       | Ferrari     | Ret | 15  | 13  | 9   | 15  | 6   | 10  | 16  | 4   | 12  | 9   | 5   | 4   | 8   | 2   | 4   | 6   | 7   | 4   | 3   | 122 |
| 8   | Romain Grosjean    | Lotus       | Ret | Ret | 6   | 3   | 4   | Ret | 2   | Ret | 6   | 18  | 3   | Ret | NP  | 7   | 19† | 7   | 9   | Ret | 7   | Ret | 96  |
| 9   | Nico Rosberg       | Mercedes    | 12  | 13  | 1   | 5   | 7   | 2   | 6   | 6   | 15  | 10  | 10  | 11  | 7   | 5   | Ret | Ret | 11  | Ret | 13  | 15  | 93  |
| 10  | Sergio Pérez       | Sauber      | 8   | 2   | 11  | 11  | Ret | 11  | 3   | 9   | Ret | 6   | 14  | Ret | 2   | 10  | Ret | 11  | Ret | 15  | 11  | Ret | 66  |
| 11  | Nico Hülkenberg    | Force India | Ret | 9   | 15  | 12  | 10  | 8   | 12  | 5   | 12  | 9   | 11  | 4   | 21† | 14  | 7   | 6   | 8   | Ret | 8   | 5   | 63  |
| 12  | Kamui Kobayashi    | Sauber      | 6   | Ret | 10  | 13  | 5   | Ret | 9   | Ret | 11  | 4   | 18† | 13  | 9   | 13  | 3   | Ret | 14  | 6   | 14  | 9   | 60  |
| 13  | Michael Schumacher | Mercedes    | Ret | 10  | Ret | 10  | Ret | Ret | Ret | 3   | 7   | 7   | Ret | 7   | 6   | Ret | 11  | 13  | 22  | 11  | 16  | 7   | 49  |
| 14  | Paul di Resta      | Force India | 10  | 7   | 12  | 6   | 14  | 7   | 11  | 7   | Ret | 11  | 12  | 10  | 8   | 4   | 12  | 12  | 12  | 9   | 15  | 19  | 46  |
| 15  | Pastor Maldonado   | Williams    | 13† | 19† | 8   | Ret | 1   | Ret | 13  | 12  | 16  | 15  | 13  | Ret | 11  | Ret | 8   | 14  | 16  | 5   | 9   | Ret | 45  |
| 16  | Bruno Senna        | Williams    | 16† | 6   | 7   | 22† | Ret | 10  | 17  | 10  | 9   | 17  | 7   | 12  | 10  | 18† | 14  | 15  | 10  | 8   | 10  | Ret | 31  |
| 17  | Jean-Éric Vergne   | Toro Rosso  | 11  | 8   | 16  | 14  | 12  | 12  | 15  | Ret | 14  | 14  | 16  | 8   | Ret | Ret | 13  | 8   | 15  | 12  | Ret | 8   | 16  |
| 18  | Daniel Ricciardo   | Toro Rosso  | 9   | 12  | 17  | 15  | 13  | Ret | 14  | 11  | 13  | 13  | 15  | 9   | 12  | 9   | 10  | 9   | 13  | 10  | 12  | 13  | 10  |
| 19  | Vitaly Petrov      | Caterham    | Ret | 16  | 18  | 16  | 17  | Ret | 19  | 13  | NL  | 16  | 19  | 14  | 15  | 19  | 17  | 16  | 17  | 16  | 17  | 11  | 0   |
| 20  | Timo Glock         | Marussia    | 14  | 17  | 19  | 19  | 18  | 14  | Ret | NL  | 18  | 22  | 21  | 15  | 17  | 12  | 16  | 18  | 20  | 14  | 19  | 16  | 0   |
| 21  | Charles Pic        | Marussia    | 15† | 20  | 20  | Ret | Ret | Ret | 20  | 15  | 19  | 20  | 20  | 16  | 16  | 16  | Ret | 19  | 19  | Ret | 20  | 12  | 0   |
| 22  | Heikki Kovalainen  | Caterham    | Ret | 18  | 23  | 17  | 16  | 13  | 18  | 14  | 17  | 19  | 17  | 17  | 14  | 15  | 15  | 17  | 18  | 13  | 18  | 14  | 0   |
| 23  | Jérôme d'Ambrosio  | Lotus       |     |     |     |     |     |     |     |     |     |     |     |     | 13  |     |     |     |     |     |     |     | 0   |
| 24  | Narain Karthikeyan | Hispania    | DNQ | 22  | 22  | 21  | Ret | 15  | Ret | 18  | 21  | 23  | Ret | Ret | 19  | Ret | Ret | 20  | 21  | Ret | 22  | 18  | 0   |
| 25  | Pedro de la Rosa   | Hispania    | DNQ | 21  | 21  | 20  | 19  | Ret | Ret | 17  | 20  | 21  | 22  | 18  | 18  | 17  | 18  | Ret | Ret | 17  | 21  | 17  | 0   |
| Pos | Piloto             | Equipe (a)  | AUS | MAL | CHN | BAR | ESP | MON | CAN | EUR | GBR | GER | HUN | BEL | ITA | SIN | JPN | KOR | IND | ABD | USA | BRA | Pts |

| Cor        | Resultado             |
| ---------- | --------------------- |
| Ouro       | Vencedor              |
| Prata      | 2.º lugar             |
| Bronze     | 3.º lugar             |
| Verde      | Terminou, nos pontos  |
| Azul       | Terminou, sem pontos  |
| Púrpura    | Ret – Retirou-se      |
| Vermelho   | NQ – Não qualificado  |
| Preto      | DSQ – Desqualificado  |
| Branco     | NL – Não largou       |
| Branco     | C – Corrida cancelada |
| Azul claro | AT – Apenas Treino    |
| Sem cor    | NP – Não participou   |
| Sem cor    | Les – Lesionado       |
| Sem cor    | EX – Excluído         |

Notas:
- † — Condutores que não terminaram o Grande Prêmio mas foram classificados pois completaram 90% da corrida.